# Distrito de Argeș
Argeș es un distrito (județ) ubicado en la zona centro-meridional de Rumanía, en la región de Valaquia, al oeste de la provincia histórica de Muntenia. Su población es de 652 625 habitantes (en 2002) y tiene su capital en la ciudad de Pitești. 

## Geografía
Su superficie es de 6862 km². La ciudad capital del distrito es Pitești (187 558 hab.). Otras ciudades importantes son Câmpulung (38 285 hab.) y Curtea de Argeș (32 626 hab.).

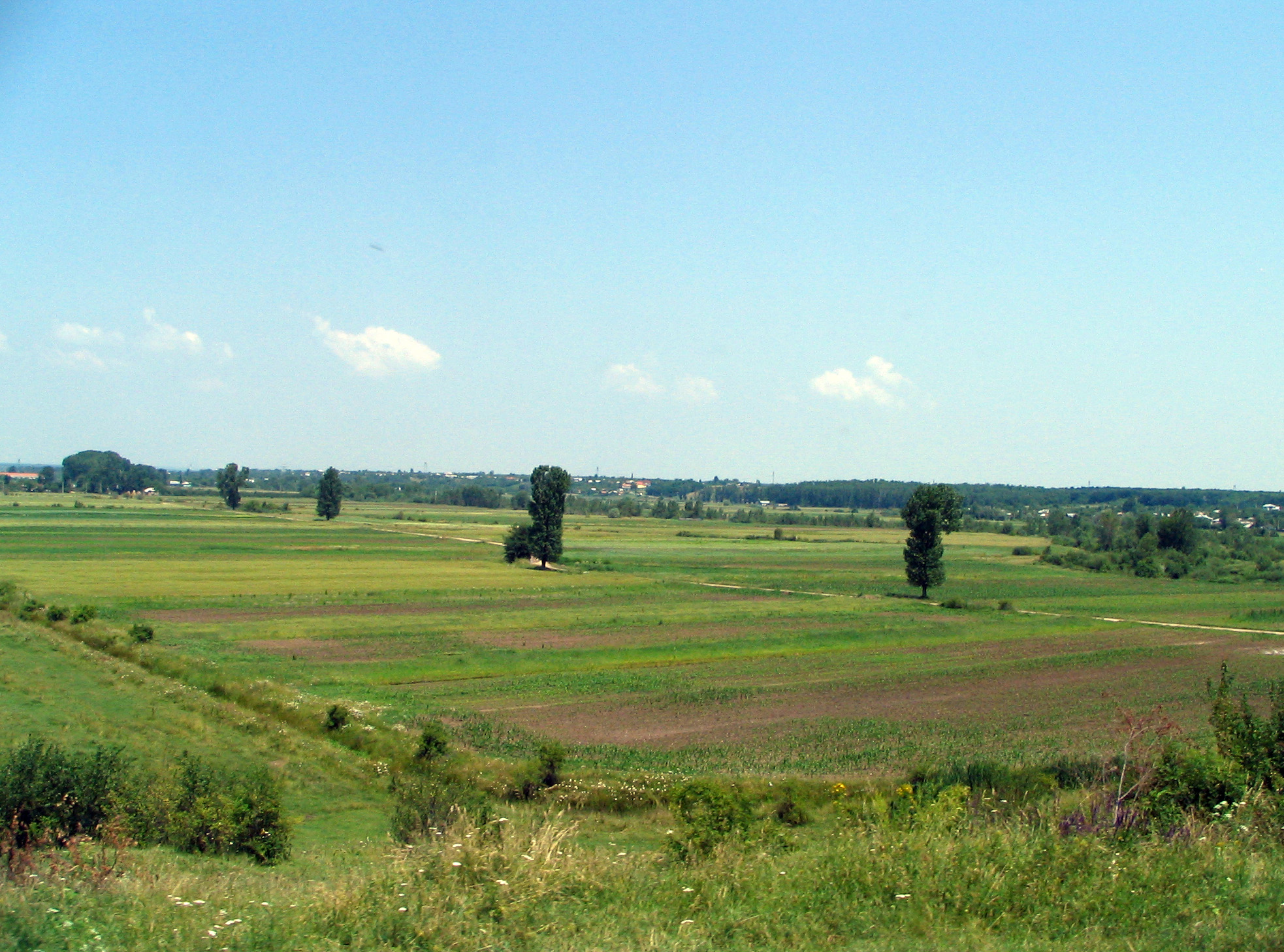
Llanura Rumana en la zona zur del distrito

Por su relieve, el distrito se puede dividir en tres partes muy distintas. Al norte se alzan los montes Făgăraş, pertenecientes a la cadena de los Cárpatos Meridionales, con altitudes de más de 2400 m. En el centro las alturas decrecen, y el relieve está ocupado por colinas de unos 800 m de altitud, cortadas por valles muy profundos. Al sur se extiende la parte norte de la Llanura Rumana. 
El río principal y que da nombre al distrito es el Argeş. En el sur, los ríos más importantes son el Vedea y el Teleorman.
Limita con el distrito de Dâmbovița por el este, los distritos de Vâlcea y Olt por el oeste, los distritos de Sibiu y Brașov por el norte y el distrito de Teleorman por el sur.

## Demografía
La mayoría de la población es de origen rumano (96 %). La principal minoría la constituyen los gitanos (roma).
En el año 2002, la población del distrito ascendía a 652 625 habitantes, mientras que la densidad poblacional era de 95 hab./km².
- Rumanos - 96%[1]
- Romaníes, y otros.

| Año  | Población del distrito |
| ---- | ---------------------- |
| 1948 | 448 964                |
| 1956 | 483 741                |
| 1966 | 529 833                |
| 1977 | 631 918                |
| 1992 | 681 206                |
| 2002 | 652 625                |

## Economía
El distrito es uno de los más industrializados en Rumanía. Cuenta con una refinería de petróleo, y dos plantas de fabricación de automóviles en las ciudades de Mioveni (fábrica de automóviles Dacia,  Renault) y de Câmpulung (fábrica de automóviles Aro).
Otras actividades industriales de relevancia son la fabricación de productos químicos,  la fabricación de electrodomésticos y equipamiento eléctrico, la industria alimentaria, la industria textil y los materiales de construcción.
Hacia el centro y el sur del distrito se extrae petróleo. También existen algunas minas de carbón, y en las cercanías de Mioveni se levanta un centro de investigación y producción nuclear que produce combustibles nucleares para la Central Nuclear de Cernavodă. En el río Argeş se sitúan un gran número de plantas hidroeléctricas, distinguiéndose la de Vidraru, ubicada junto a la presa del mismo nombre.
Las tierras de las colinas producen vinos y frutas, mientras que las del sur están dedicadas al cultivo de cereales.
Los principales destinos turísticos son la ciudad de Curtea de Argeș, la ciudad de Pitești, el Câmpulung, las montañas Făgăraș, las montañas Leaota, la Fortaleza de Poienari y el monasterio de Cotmeana. 